# Le Robert
Le Robert es una comuna francesa, situada en el departamento antillano de Martinica, la tercera ciudad más grande después de Fort-de-France y Le Lamentin. Se encuentra a 20 km de la capital Fort-de-France, en el costado Atlántico de la isla. Actualmente cuenta con 23.903 habitantes. El barrio de Vert-Pré, cuenta con 6000 habitantes, situada en las alturas de Robert es una aldea en la ciudad. Sus habitantes son llamados Les Robertins. Como muchas ciudades en Martinica el artículo "Le" se omite a menudo de los carteles.[cita requerida]

## Historia

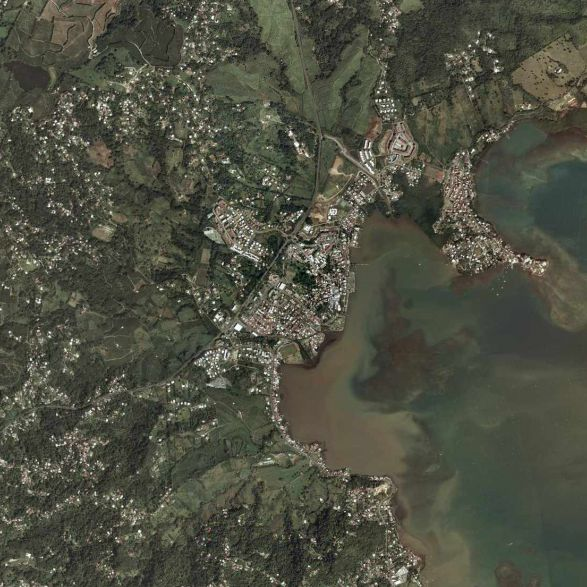
Vista aérea de Le Robert.

Le Robert está situado entre la costa del Atlántico, la bahía está llena de una buena cantidad de islotes, y la aldea de Vert-Pré que forma un pueblo en sí mismo. Este magnífico puerto natural ha sido testigo de batallas donde el inglés fueron rechazados por la población local se compone de piratas y pescadores experimentados por su vida en la costa entre los manglares, las rocas y el mar.
La parroquia fue fundad en 1694, y en un principio se llamó Cul-de-Sac. El pueblo se fundó en 1837. El 29 de noviembre de 2007 la localidad fue afectada por un sismo de 7,4 grados en la escala de Richter.

## Geografía

### Ubicación

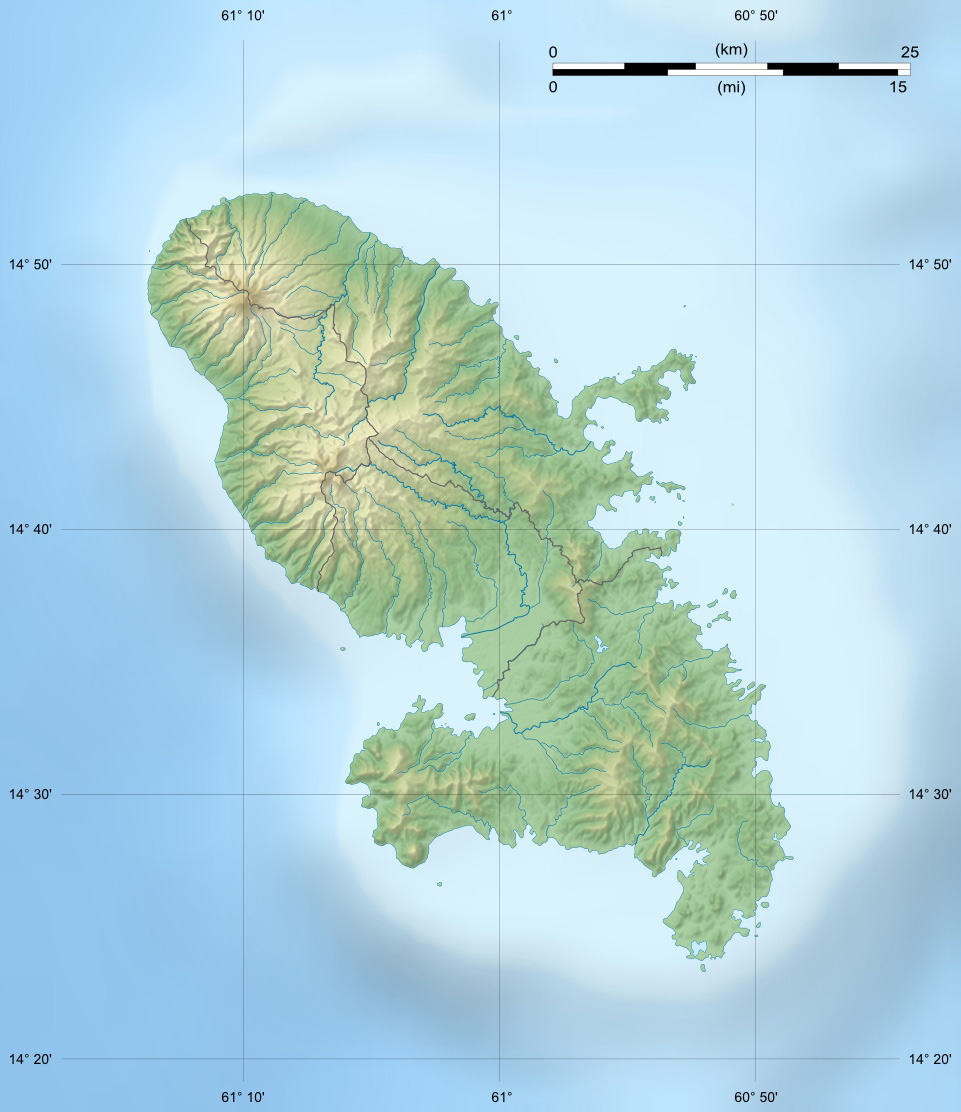
Martinique department relief location map

Se encuentra en la costa atlántica de la isla a 20 km de Fort-de-France. En su parte sureste, Le Robert se extiende en el Océano Atlántico por un punto llamado Pointe Royale. Después de este punto se encuentran los barrios de Sable Blanc, y Pointe la Rose. Por no mencionar el Hyacynthe Pointe que se encuentra entre el barrio Pointe Royale de Sable Blanc.

### Barrio Pointe la rose
Al borde de François, la zona debe su nombre probablemente un jefe indio (caribe), que recibió a los primeros pobladores.
En la costa atlántica de Martinica, este es sin duda uno de los lugares que fueron testigos de muchos naufragios a lo largo de la costa bordeada por arrecifes de coral.

## Política y administración

### Alcaldes
Esta es una lista de los últimos Alcaldes de Le Robert.
| Nombre                    | Desde | Hasta  |
| Lucien Belus              | 1878  | 1932   |
| Henri-Ellie Auze          | 1932  | 1937   |
| Paul Symphor              | 1937  | 1941   |
| André Pignol              | 1941  | 1943   |
| Paul Symphor              | 1943  | 1965   |
| Marius Stéphanie-Victoire | 1965  | 1989   |
| Édouard De Lépine         | 1989  | 1997   |
| Alfred Monthieux          | 1998  | Actual |

### Consejo Local de la Juventud
El consejo Local de la Juventud fue creado el 13 de diciembre de 2011 por el voto de la ciudad universitaria y lanzado oficialmente el 14 de abril de 2012. Está constituido por 28 concejales que tienen entre 12 y 17 años, que son responsables de la ejecución de proyectos propuestos por los jóvenes Robertins. Ayudan haciendo la zona más dinámica y hacen que la voz de su juventud escuchó.

### Hermanamiento
La comuna creó una asociación de Hermanamiento con:
- Robécourt (Francia)

## Patrimonio

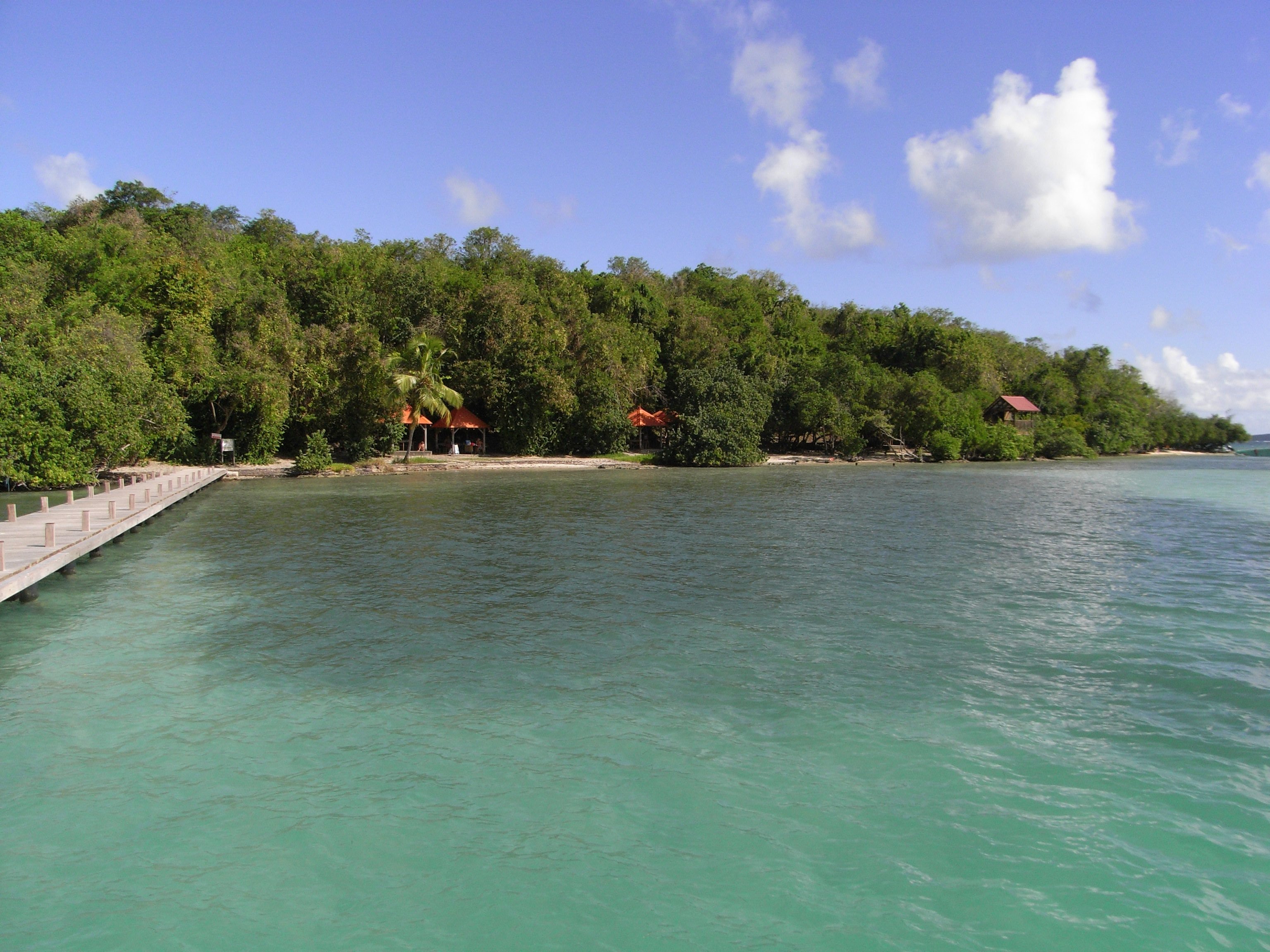
Isla Madame

- Los islotes de Robert son famosos por la presencia de una especie endémica de iguanas: la iguana de las Antillas Menores.

- Iglesia del siglo XVIII donde se encuentra el altar de mármol desde el año 1870 imagen de Nuestra Señora de Lourdes.

- Capilla de Pointe-Savane

- Capilla de Saint-Joseph de Pontaléry construida por los esclavos en 1802, en honor a la Virgen María.